# Baird Thomas Spalding
Pour les articles homonymes, voir Spalding.
Baird Thomas Spalding (1872 à North Cohocton - New York - 1953 en Californie) est un écrivain américain. Il est surtout connu comme auteur de La Vie des Maîtres, ouvrage relatant des voyages en Chine et dans le désert de Gobi durant lequel il a rencontré des humains aux pouvoirs étonnants.

## Biographies
Il existe deux biographies très différentes de Baird Thomas Spalding : 
Son autobiographie, largement romancée et la biographie écrite par David Bruton.
Selon son autobiographie, il serait né en Angleterre en 1853 dans une famille qui fait commerce avec l'Inde depuis trois siècles. À l'âge de quatre ans, il effectue son premier voyage dans ce pays. En 1894, s'intéressant à la spiritualité, il participe à une expédition qui le mène au Népal, au Tibet et dans les Himalayas. C'est seulement en 1921 qu'il relate ses expériences dans La Vie des Maîtres, où il affirme avoir rencontré des personnes aux pouvoirs étonnants, dont Jésus-Christ même. 
Selon la biographie de David Bruton, son seul biographe, qui l'aurait bien connu durant les trois dernières années de sa vie, il serait né aux USA, dans l'État de New-York, à North Cohocton le 3 octobre 1872. Il était l'un des six enfants de Stephen T Spaulding and Mary Hartwell. Il avait deux frères : Hiram et George et trois sœurs - Nettie, Hattie and Mary.
En 1911 il épousa Stella M Stiles à Oakland. En 1924 il publia le premier volume de Life and Teaching of the Masters of the Far East, qui fut rapidement un grand succès de librairie et qui fut suivi de 5 autres au fil des années.
Selon David Bruton : « Spalding n'était à peu près rien de ce qu'il prétendait être ». Il mentait sur son âge et en fait de connaissance de l'Orient, il n'aurait fait qu'un bref voyage en Inde en 1935.